# Lars Lukas Mai
Lars Lukas Mai (Dresda, 31 marzo 2000) è un calciatore tedesco, difensore del Lugano.

## Caratteristiche tecniche
È un difensore centrale.

## Carriera

### Club
Cresciuto nel settore giovanile del Bayern Monaco, debutta in prima squadra il 21 aprile 2018 in occasione dell'incontro di Bundesliga vinto 3-0 contro l'Hannover 96. Nel 2020 viene ceduto in prestito per una stagione al Darmstadt.
Il 1º luglio 2021 viene ceduto in prestito al Werder Brema.
Il 18 giugno 2022 viene ceduto a titolo definitivo al Lugano.

### Nazionale
Ha giocato nelle nazionali giovanili tedesche Under-15, Under-16, Under-17, Under-18, Under-19 ed Under-20.
Nel maggio del 2021 viene convocato dalla nazionale under-21 tedesca per prendere parte alla fase a eliminazione diretta del campionato europeo di categoria, che ha vinto.

## Statistiche
Statistiche aggiornate al 31 maggio 2021.

### Presenze e reti nei club
| Stagione        | Squadra          | Campionato      | Campionato | Campionato | Coppe nazionali | Coppe nazionali | Coppe nazionali | Coppe continentali | Coppe continentali | Coppe continentali | Altre coppe | Altre coppe | Altre coppe | Totale | Totale | Totale |
| Stagione        | Squadra          | Comp            | Pres       | Reti       | Comp            | Pres            | Reti            | Comp               | Pres               | Reti               | Comp        | Pres        | Reti        | Pres   | Reti   |        |
| --------------- | ---------------- | --------------- | ---------- | ---------- | --------------- | --------------- | --------------- | ------------------ | ------------------ | ------------------ | ----------- | ----------- | ----------- | ------ | ------ | ------ |
| 2017-2018       | Bayern Monaco II | RL              | 1          | 0          |                 | -               | -               |                    | -                  | -                  |             | -           | -           | 1      | 0      |        |
| 2018-2019       | Bayern Monaco II | RL              | 29         | 3          |                 | -               | -               |                    | -                  | -                  |             | -           | -           | 29     | 3      |        |
| 2019-2020       | Bayern Monaco II | 3L              | 26         | 1          |                 | -               | -               |                    | -                  | -                  |             | -           | -           | 26     | 1      |        |
| 2017-2018       | Bayern Monaco    | BL              | 2          | 0          | CG              | 0               | 0               |                    | -                  | -                  |             | -           | -           | 2      | 0      |        |
| 2020-2021       | Darmstadt        | 2L              | 29         | 0          | CG              | 3               | 0               |                    | -                  | -                  |             | -           | -           | 32     | 0      |        |
| 2021-2022       | Werder Brema     | 2L              | 16         | 0          | CG              | 1               | 0               |                    | -                  | -                  |             | -           | -           | 17     | 0      |        |
| 2022-2023       | Lugano           | SL              | 19         | 0          | CS              | 4               | 0               | UECL               | 1                  | 0                  |             | -           | -           | 24     | 0      |        |
| 2023-2024       | Lugano           | SL              | 32         | 0          | CS              | 6               | 0               | UEL+UECL           | 1+6                | 0+0                |             | -           | -           | 45     | 0      |        |
| 2024-2025       | Lugano           | SL              | 24         | 0          | CS              | 2               | 0               | UCL+UEL+UECL       | 1+2+5              | 0+0+0              |             | -           | -           | 34     | 0      |        |
| Totale Lugano   | Totale Lugano    | Totale Lugano   | 75         | 0          |                 | 12              | 0               |                    | 16                 | 0                  |             | -           | -           | 103    | 0      |        |
| Totale carriera | Totale carriera  | Totale carriera | 178        | 4          |                 | 16              | 0               |                    | 16                 | 0                  |             | -           | -           | 210    | 4      |        |

## Palmarès

### Club

#### Competizioni nazionali
- Campionato tedesco: 1

Bayern Monaco: 2017-2018

### Nazionale
- Campionato d'Europa Under-21: 1

Ungheria/Slovenia 2021